# نادي يونيفرسيداد ناسيونال
نادي يونيفرسيداد ناسيونال معروف بأسم بوماس دي لا أوماس يو. إن. أي. ام. أو للسهولة يسمى بوماس: نادي مكسيكي لكرة القدم ومقرها في سيوداد يونيفرسيتاريا. وهو نادي الجامعة الوطنية المستقلة في المكسيك (يو أن أي ام)، ويلعب مبارياته على أرضه في ملعب الجامعي الأولمبي.
يعتبر نادي أونيفرسيداد ناسيونال واحد من أكثر الأندية الشعبية في المكسيك. فاز في سبع بطولات الدوري المكسيكي الممتاز وأربعة ألقاب دولية. ومن المعروف أن الفريق يدعم الطاقات الشبابية حيث قدم العديد من اللاعبين الدوليين مثل هوغو سانشيز، مانويل نيغريتي أرياس، لويس فلوريس، كلاوديو سواريز، لويس غارسيا بوستيكو، ألبرتو غارسيا اسبي، ديفيد باتينو، خورخي كامبوس، خيراردو تورادو، إفراين خواريز، هيكتور مورينو وبابلو باريرا.

## لوس بوماس
كان نادي أونيفرسيداد ناسيونال في الأصل نادي للهواة من طلاب الجامعات من عدة مدارس في الجامعة ومن ثم تطورت إلى فريق محترف ينافس في الدوري المكسيكي لكرة القدم. تطور النادي إلى واحدة من الفرق المكسيكية الأكثر شعبية، وأشتهرت دوليا.
أستوحى الفريق الألوان الخاصة لملابسه الأزرق والذهبي من جامعة نوتر دام، المدرب الأول للفريق كان تاباتيو مينديز حيث درب الفريق من 1946 إلى 1964 وهو الذي استوحى اسم الفريق.و قد كانت تأثر خطاباته التحفيزية على أداء لاعبيه وكان يُشبِّههُم بأسود الجبال.
نظم الفريق على ارضه (الملعب الأولمبي الجامعي) الذي يتسع لأكثر من 58,000 دورة الألعاب الأولمبية الصيفية 1968. يقع الاستاد الأولمبي داخل الحرم الجامعي والذي يمكن الطلاب من سهولة الوصول اليه. ومرافق التدريب أيضا كانت تقع ضمن الحرم الجامعي. الملعب الرسمي للنادي الآن هو كانتيرا، والذي يقع بالقرب من الجامعة.

## وصلات خارجية
- (بالإسبانية) Universidad Nacional official website
- (بالإسبانية) UNAM official website